# Neu-Ulm
Neu-Ulm (Nový Ulm) je velké okresní město ve Švábsku v Bavorsku. Je sídlem stejnojmenného zemského okresu. Žije zde přibližně 62 tisíc obyvatel. Nachází se na pravém břehu Dunaje přímo naproti württemberskému městu Ulm. Vzniklo v polovině 19. století, původně jako pevnost.